# Sesga
Sesga es una aldea del municipio de Ademuz, comarca del Rincón de Ademuz, provincia de Valencia (Comunidad Valenciana, España).
Situada en el extremo suroriental del término municipal de Ademuz, a los pies de la sierra de Tortajada, estribaciones meridionales del macizo de Javalambre, a 1180&mbsp;m de altitud. Desde ella pueden contemplarse espléndidas panorámicas, con la pequeña vega a sus pies. Sus montes están poblados de distintas variedades arbóreas, destacando el pino y las sabinas.

## Historia
Aunque el origen del asentamiento es muy anterior, Sesga comienza a estar documentada en el siglo XVI. Es a finales de esta centuria que se concluyó su ermita de la Purísima Concepción, consagrada por el obispo Juan Bautista Pérez
Buena parte de las noticias acerca de Sesga provienen de fuentes eclesiásticas, en particular las visitas pastorales. La primera referencia a Sesga en las Relaciones «ad limina» de los obispos de Segorbe data de 1656, durante el pontificado del obispo fray Francisco Gavaldá Guasch (1652-1660), quien constituyó un vicario para Sesga y Mas del Olmo, que ambas aldeas ademuceras compartían.
Según Pascual Madoz, a mediados del siglo XIX la aldea tenía 271 habitantes, situándola a tres horas de camino de la villa. En la década de 1960 esta población se había reducido a 150 habitantes.

## Patrimonio histórico-artístico

### Arquitectura religiosa
- Iglesia parroquial de la Inmaculada Concepción, situada en el barrio de la iglesia, data de la última década del siglo XVI, la entonces ermita vino a solucionar los continuos desplazamientos que los fieles de Sesga debían realizar hasta la iglesia de San Pedro y San Pablo de Ademuz para cumplir con sus obligaciones cristianas. Desde entonces, el rector de san Pedro estuvo obligado a enviar uno de sus curas beneficiados a celebrar la misa dominical en el templo de Sesga.[4]
- Pilón de Santa Bárbara, situado a la entrada de la aldea, contiene un plafón cerámico en el fondo de la hornacina, con una bella representación de la santa y sus atributos.

### Arquitectura civil
Cuenta con un entramado urbano muy bien conservado debido a su reciente despoblación, sus casas constituyen una buena muestra de las técnicas constructivas tradicionales del Rincón de Ademuz. Cabe destacar los siguientes conjuntos:
- Castillo de Sesga: conjunto de ruinas situadas sobre una loma pinada en la margen izquierda del camino de Casas Bajas (Valencia), al poniente de la población, popularmente conocidas entre los lugareños como «Castillo de los Moros», pero que corresponden a un castro celtíbero, pendiente de excavación arqueológica.[5]
- Cementerio municipal: construcción situada sobre un cerro al norte de la población, posee un recinto como depósito y que sirve de almacén, donde se guardan varios «cajones de muertos», de los que servían para llevar a los difuntos al camposanto, antes de la utilización de los féretros. Carece de nichos y la señalización más antigua data de 1927.[6]-[7]
- Edificio municipal que alberga la escuela, el horno comunal, la barbería y el calabozo, todo ello fuera de uso en la actualidad pero en un estado de conservación aceptable. La escuela ha sido restaurada y conserva el mobiliario y material escolar propio de los años cincuenta. Dicho material está vinculado al Museo Escolar de la «Xarxa de Museus» de la Diputación de Valencia. En la planta baja del edificio se halla el horno comunal, lo que favorecía la calefacción del aula, en la actualidad utilizado ocasionalmente por los vecinos. La restauración de este edificio municipal de múltiples funciones recibió el Primer Premio de la Unión Europea al Patrimonio Cultural Europa Nostra 2011, por su esmerada utilización de técnicas y materiales tradicionales.[8]
- Fuente de Sesga: formada por pilón cubierto, abrevaderos y “ventanica”, situada en el extremo sur-oriental de la población.[9]
- Lavadero público: recinto cubierto, formado por pila elevada y batán (balsa posterior utilizada para lavar lana y remojar mimbres), situado junto a la fuente-abrevadero, cuya agua aprovechaba.[9]
- Tejería: situada el extremo sur de la aldea, donde en el pasado se elaboraban tejas y ladrillos para la construcción y el forrado de los cubos o lagares. Conserva el obrador, la era, la balsa de decantación y el horno.[10]

## Galería de imágenes

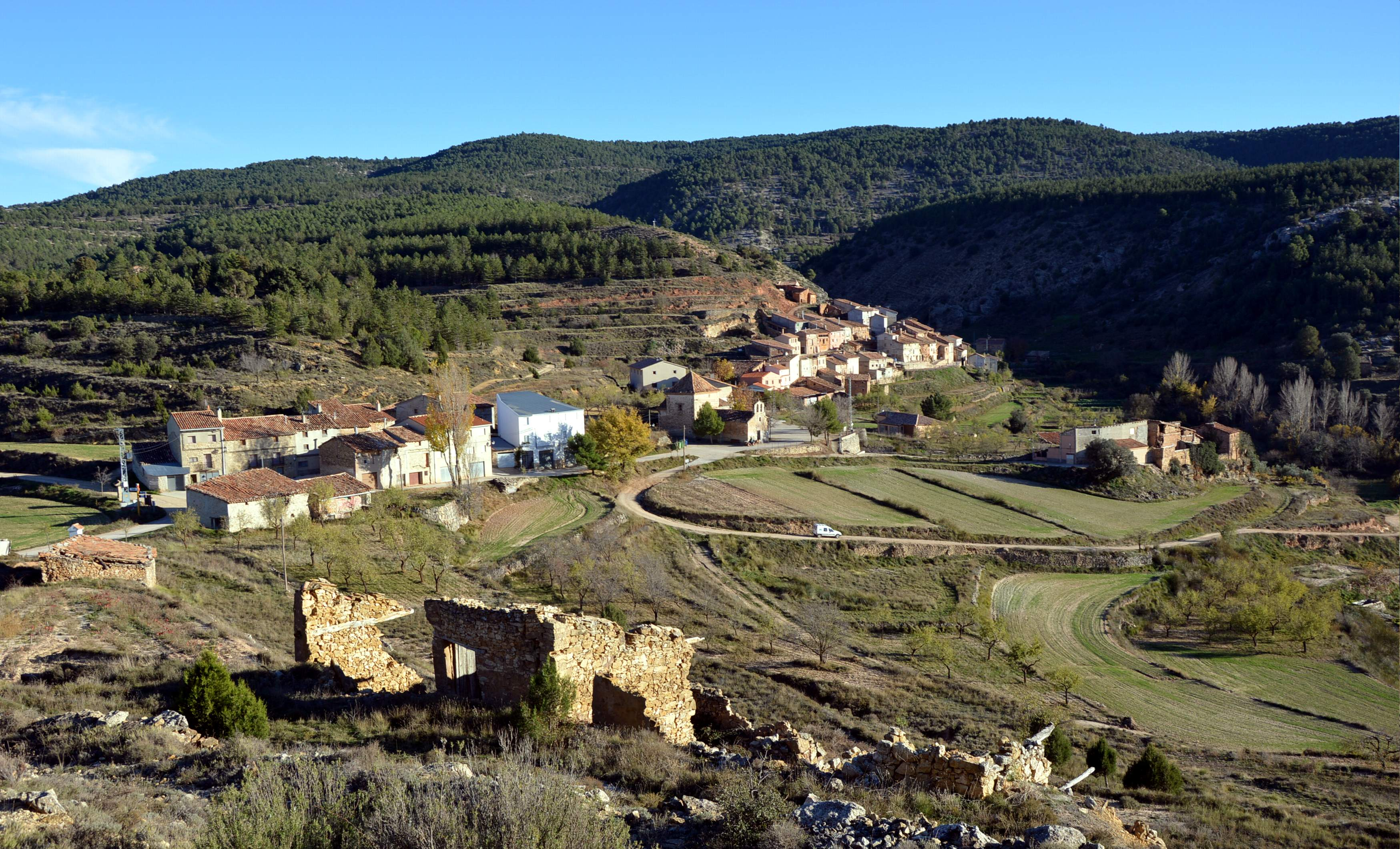
Vista general del caserío de Sesga (Ademuz), desde el cementerio.
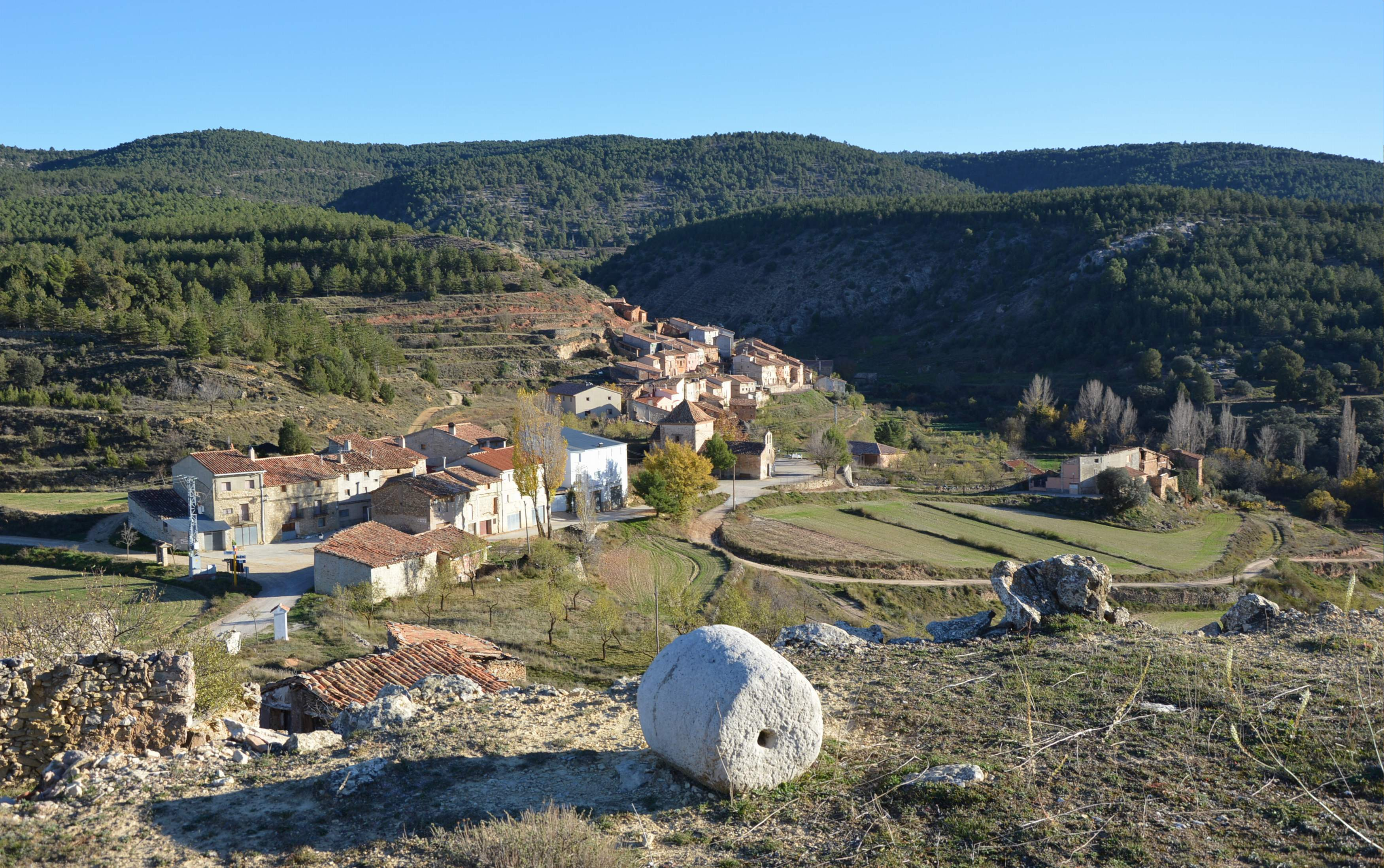
Vista general del caserío de Sesga (Ademuz), desde la era del cementerio, con detalle de un rulo de piedra.
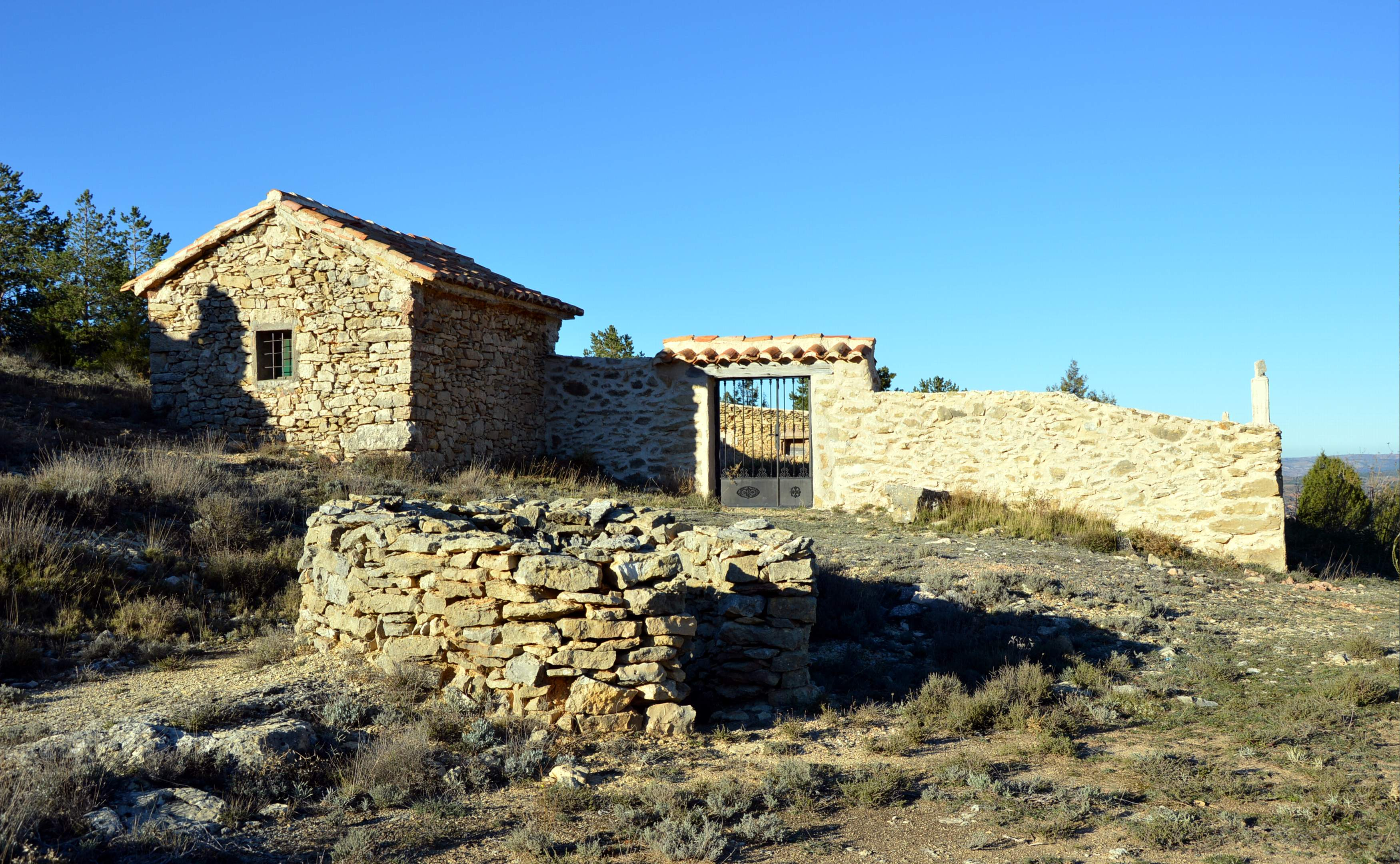
Vista frontal del cementerio de Sesga (Ademuz), con detalle del horno de yeso utilizado para la construcción del camposanto.
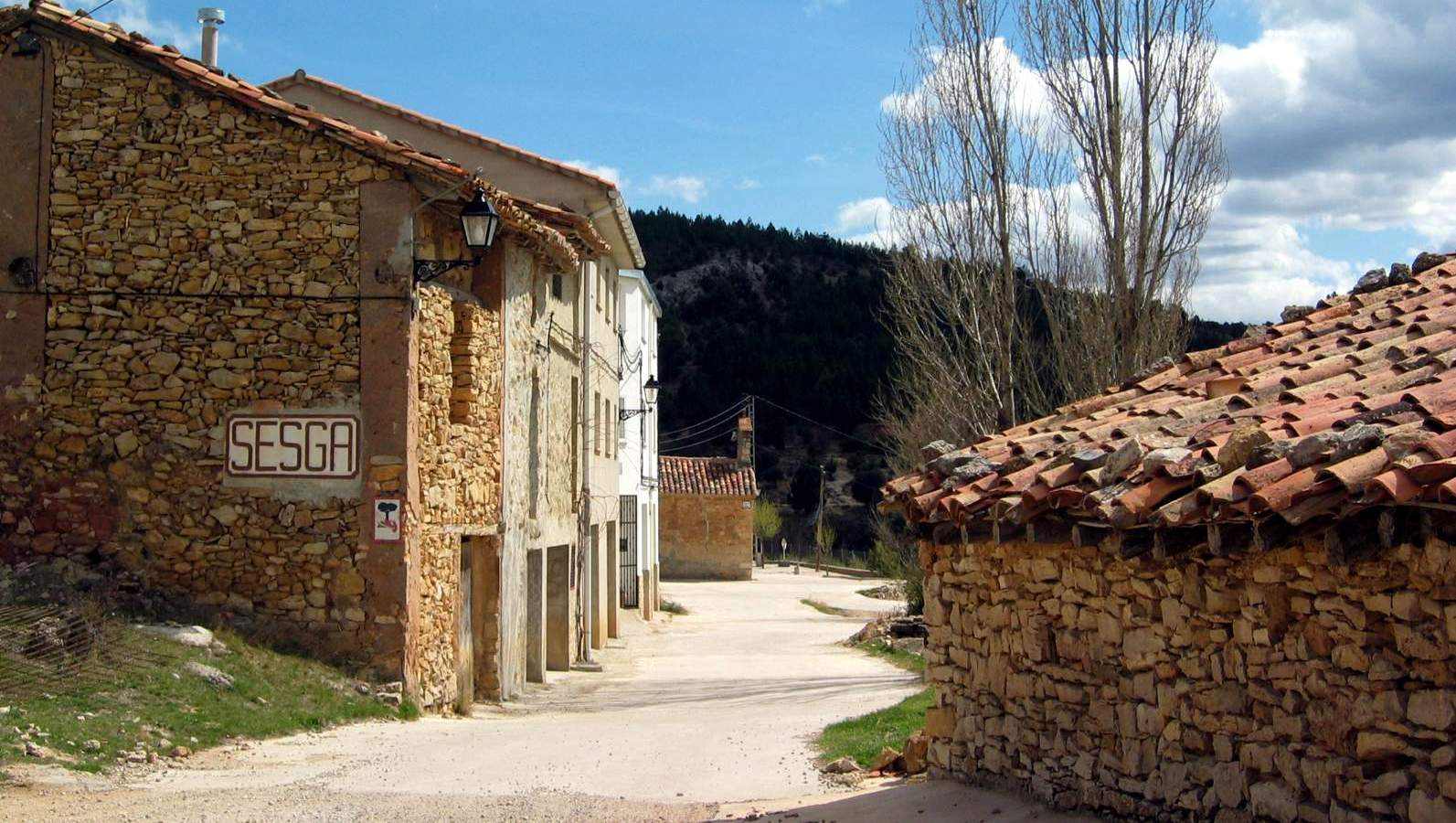
Entrada a la aldea de Sesga, Ademuz.
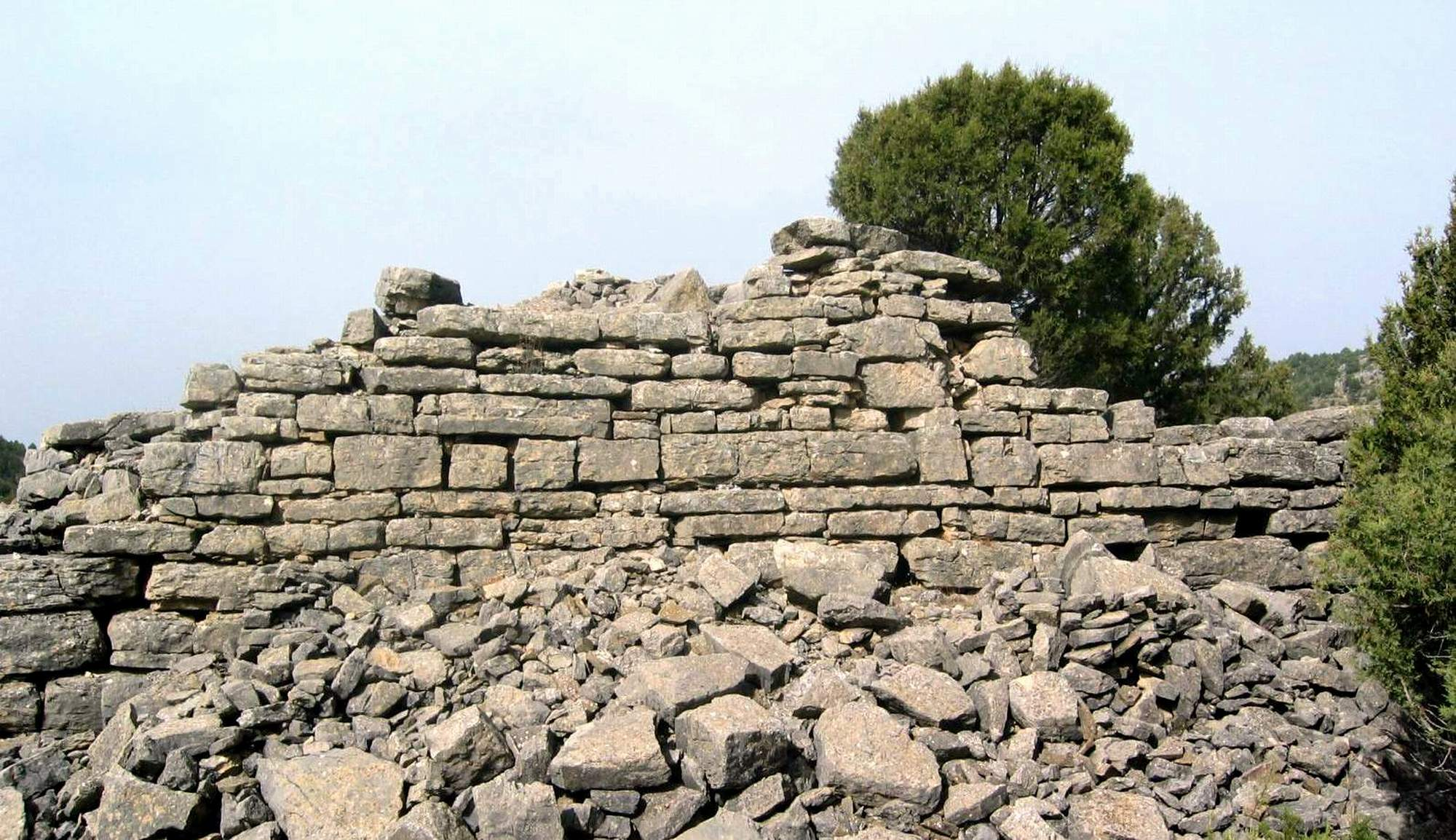
Detalle de murallón de piedra careada en el «castro celtíbero» de Sesga, Ademuz (Valencia), mal llamando castillo de los moros.
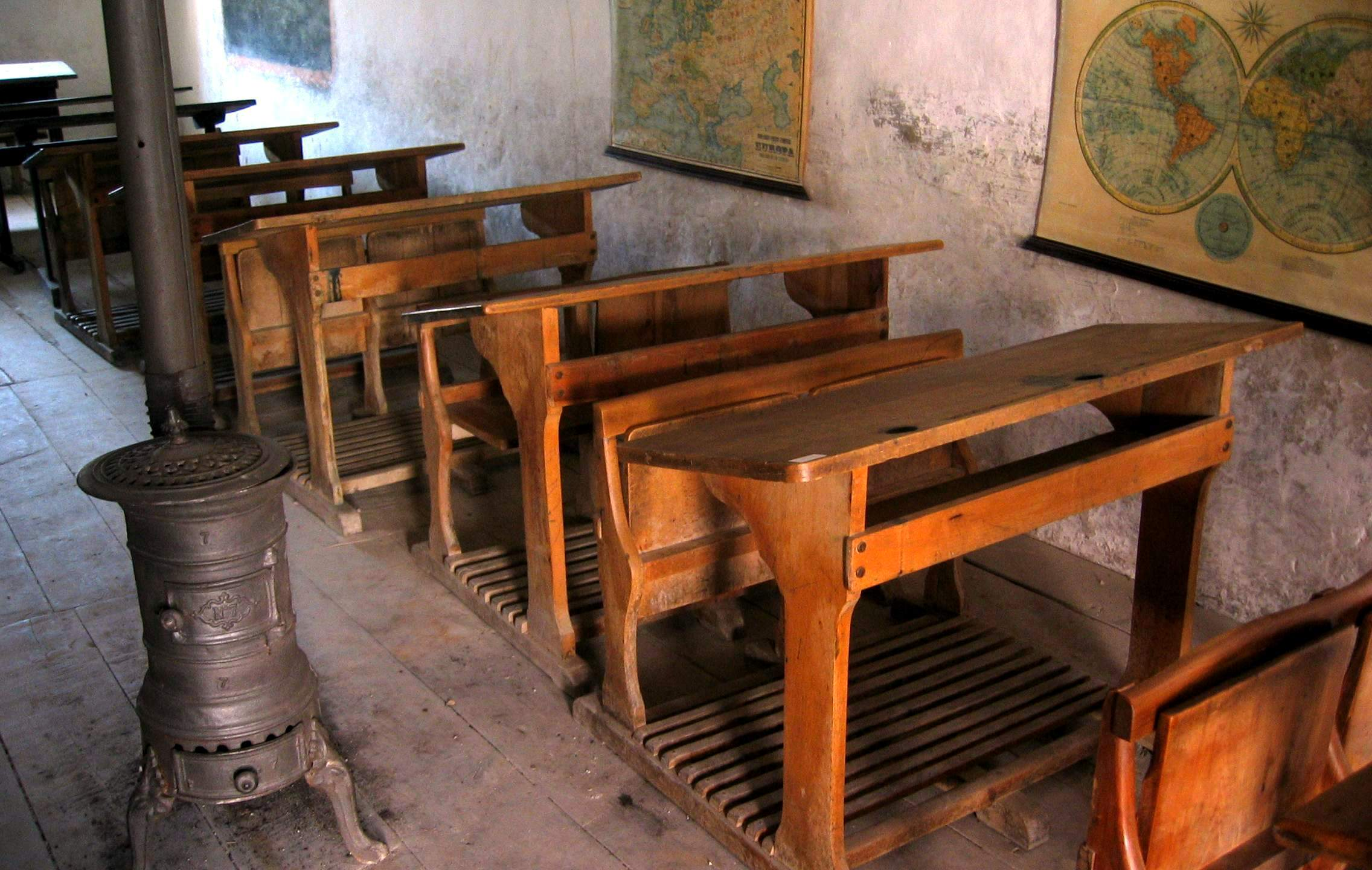
Detalle de bancos, estufa de leña y mapas en la antigua «Escuela Nacional» de Sesga, Ademuz (Valencia).
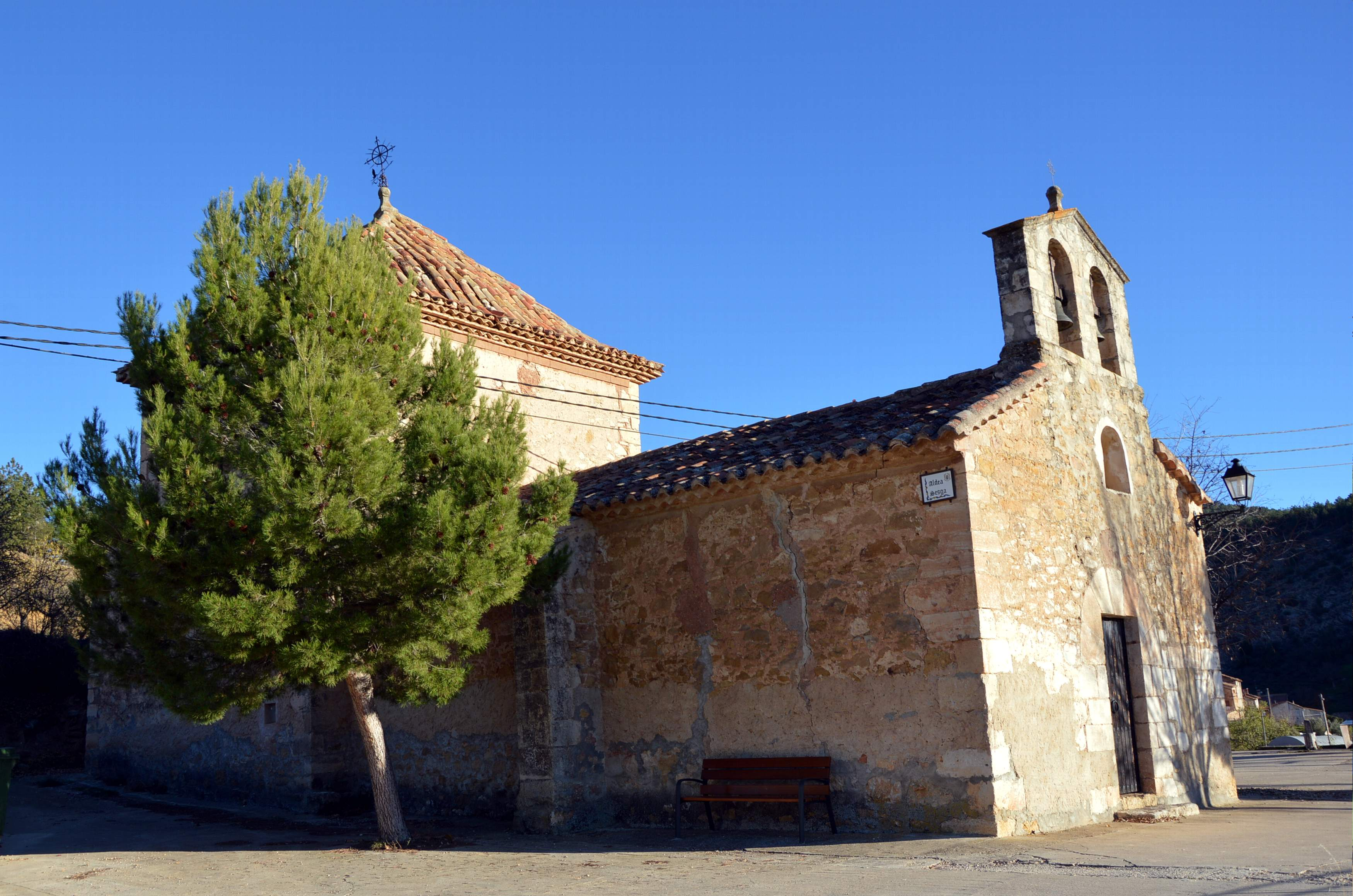
Vista septentrional de la iglesia parroquial de Sesga (Ademuz).
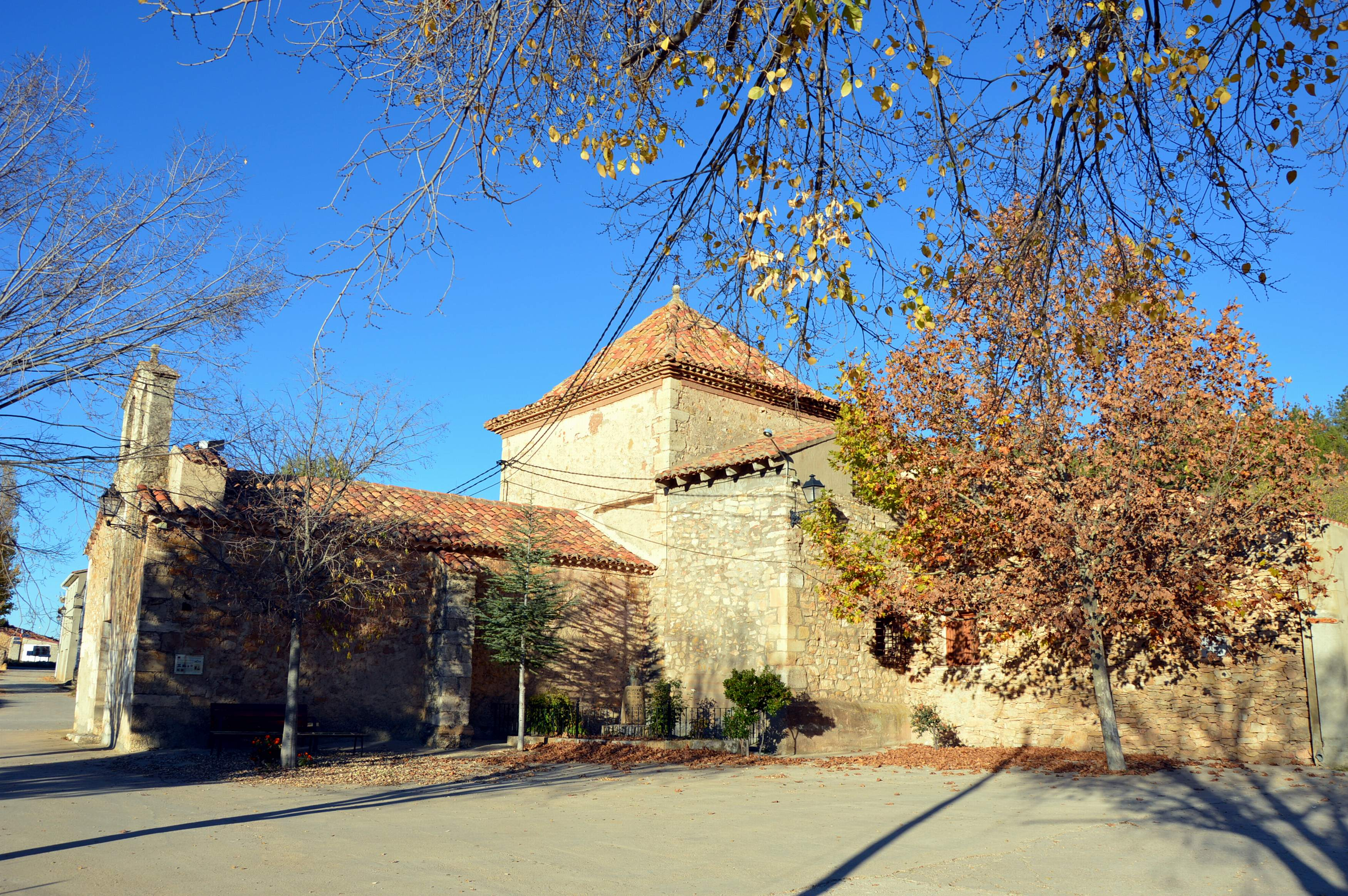
Vista meridional de la iglesia parroquial de Sesga (Ademuz).
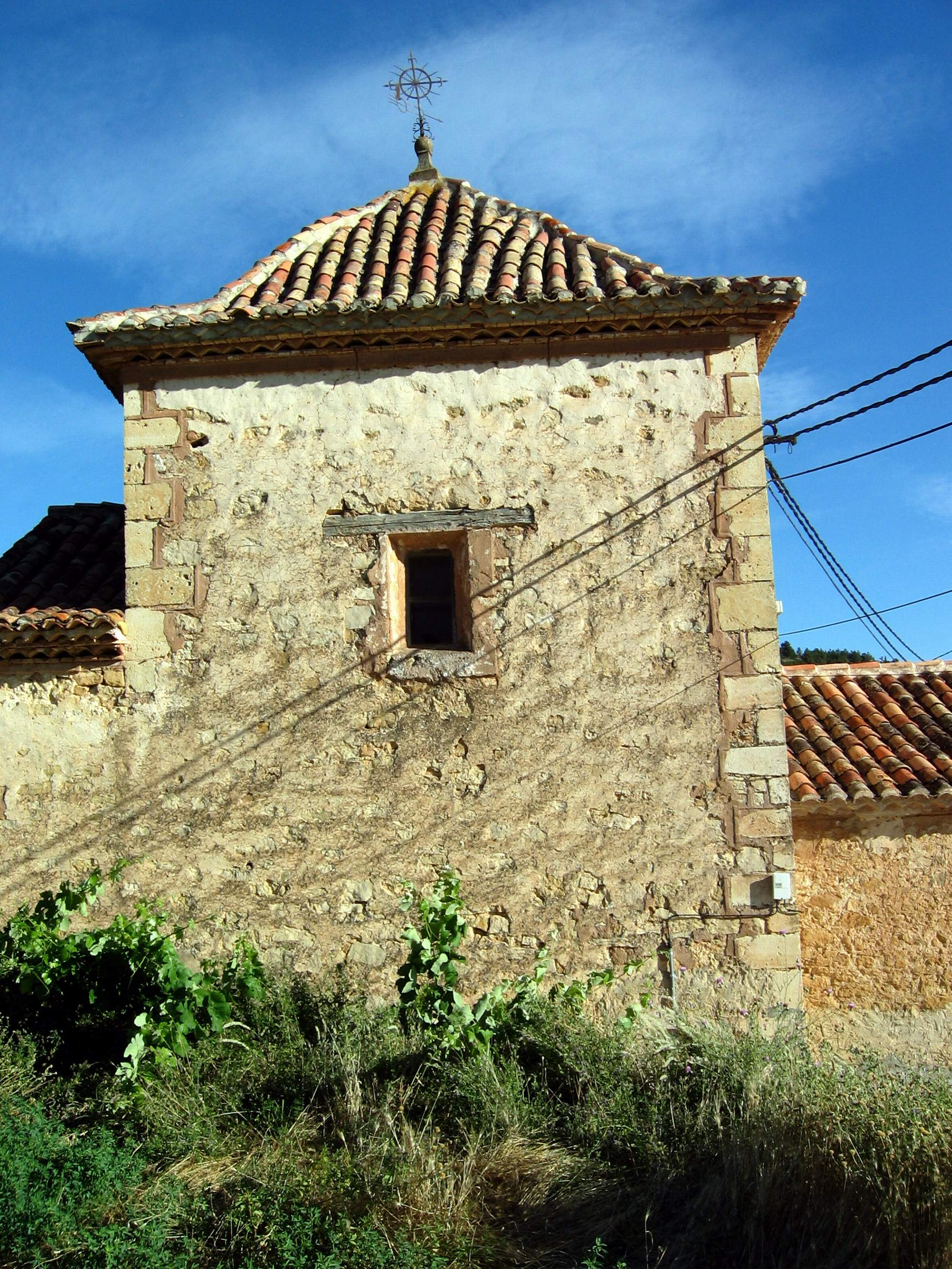
Detalle de la cabecera de la iglesia parroquial de Sesga. Siglos XVI-XVII.
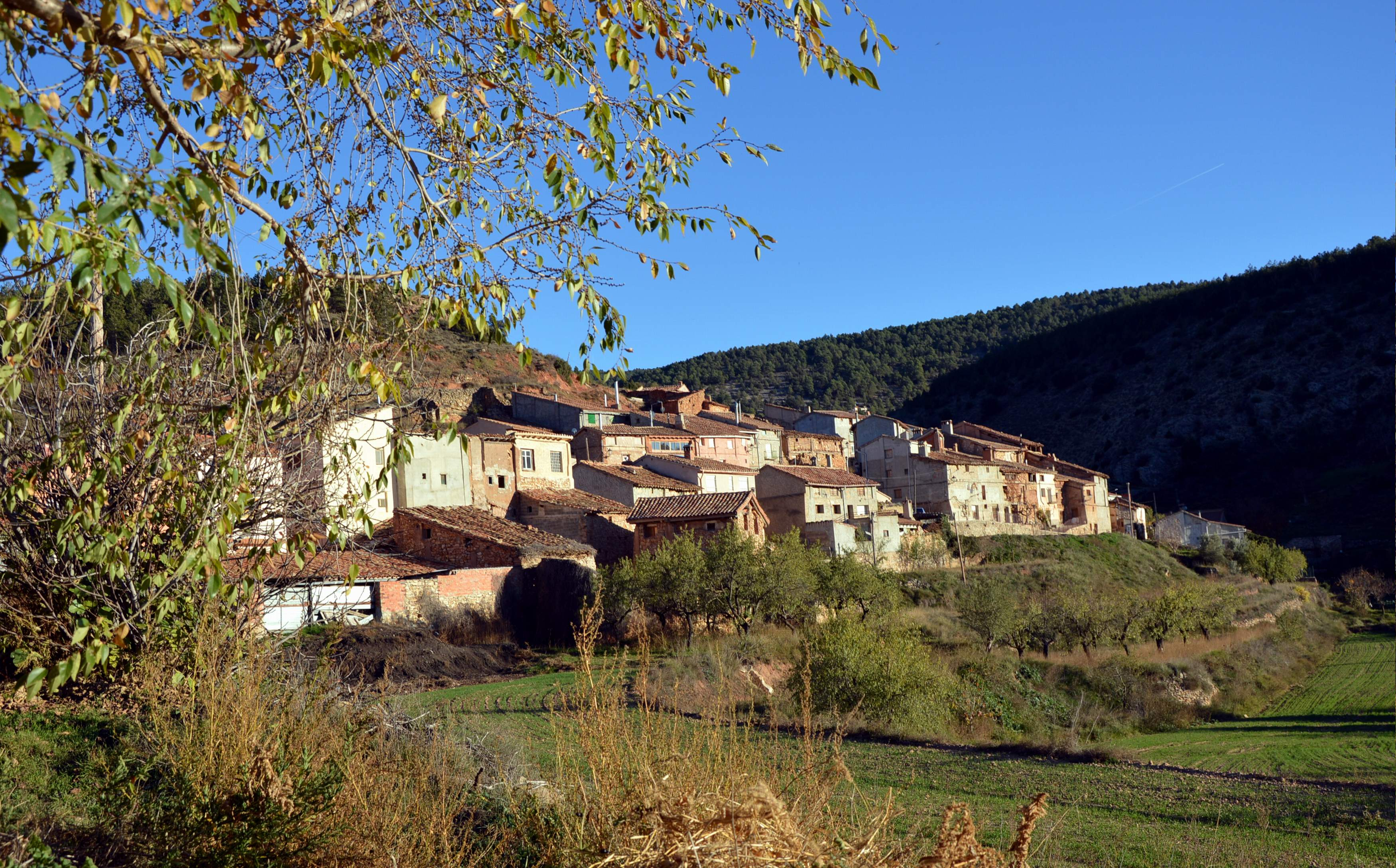
Vista parcial (meridional) del caserío de Sesga (Ademuz).
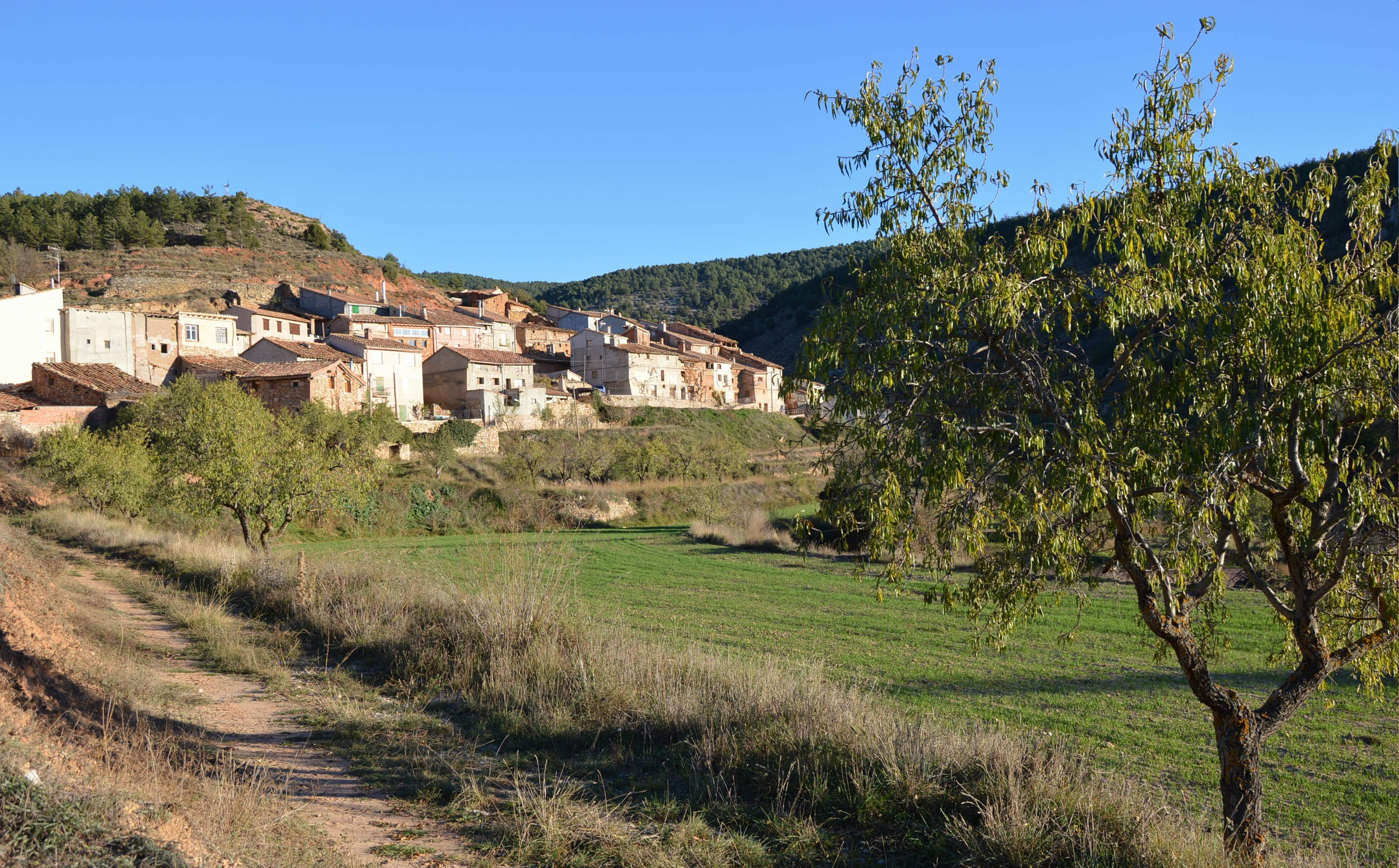
Vista parcial (meridional) del caserío de Sesga (Ademuz).